# Myrialepis paradoxa
Myrialepis paradoxa är en enhjärtbladig växtart som först beskrevs av Wilhelm Sulpiz Kurz, och fick sitt nu gällande namn av John Dransfield. Myrialepis paradoxa ingår i släktet Myrialepis och familjen Arecaceae. Inga underarter finns listade i Catalogue of Life.

## Bildgalleri

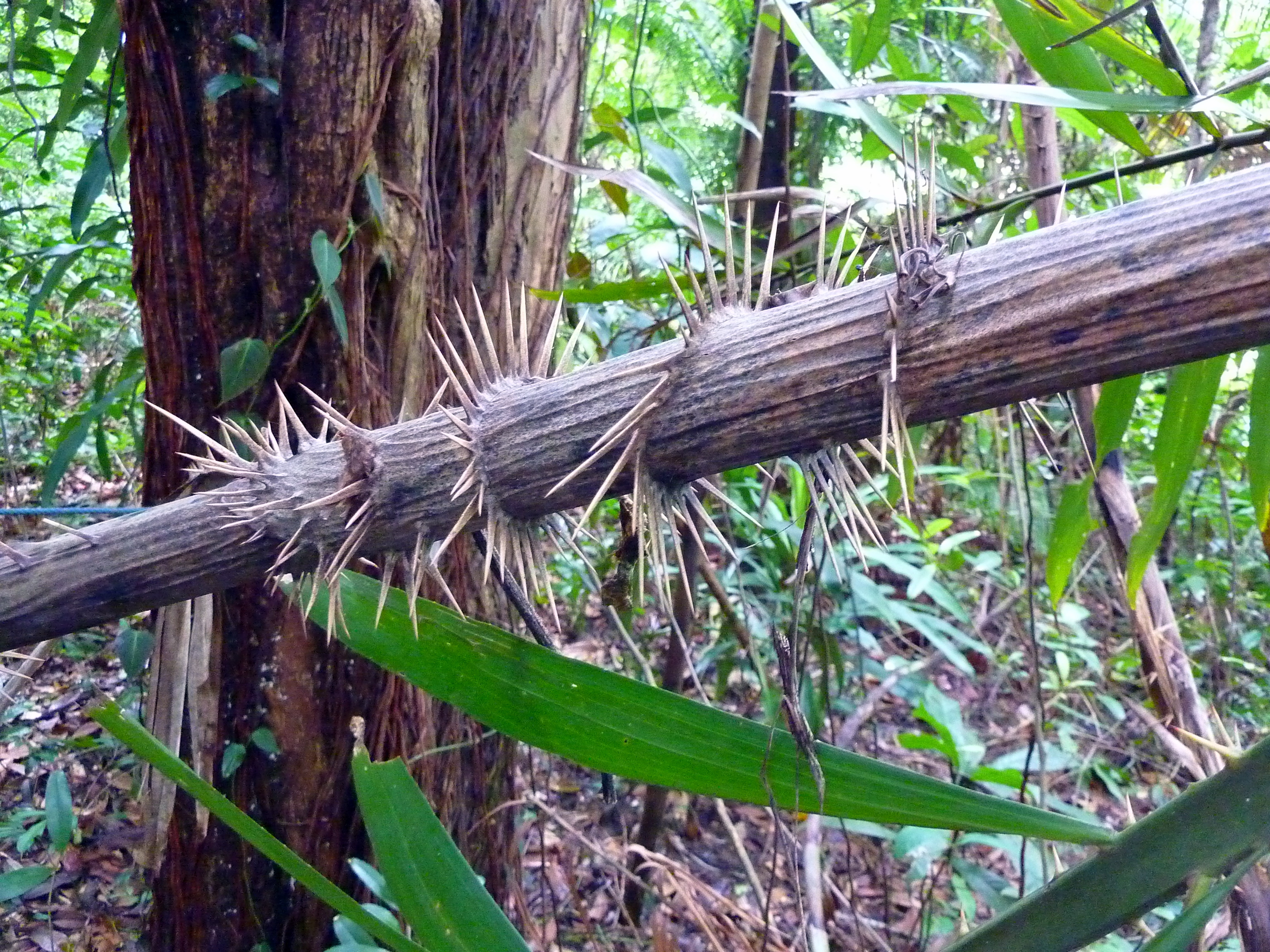